# Henrik Ullrich
Henrik Ullrich (* 1964) ist ein deutscher Radiologe, Autor und Vorsitzender des evangelikalen Vereins Studiengemeinschaft Wort und Wissen.

## Werdegang
Ullrich begann mit 20 Jahren ein Fachschulstudium zum Krankenpfleger und schloss an der Technischen Universität Dresden ein Medizinstudium sowie die Facharztausbildung für Diagnostische Radiologie an. 1998 wurde er promoviert. Von 2005 bis 2012 war Ullrich leitender Oberarzt im Zentrum für Diagnostische und Interventionelle Radiologie am Klinikum Riesa-Großenhain. Seit 2013 ist er ärztlicher Leiter der Radiologie an der Collm Klinik in Oschatz. Schwerpunkt seiner klinischen Tätigkeit ist die Interventionelle Radiologie. Von der Berufsakademie Sachsen, an der er als nebenberuflicher Dozent im Studiengang Labor- und Verfahrenstechnik tätig ist, wurde Ullrich im Oktober 2015 zum Honorarprofessor ernannt.
Seit 1985 arbeitete er in der Gruppe „Glaube und Wissen“ mit, die sich seitdem jährlich zu Frühjahrstagungen in Dresden traf. Nach der Wende schloss diese sich mit der Studiengemeinschaft Wort und Wissen zusammen, in welcher Ullrich als ehrenamtlicher Mitarbeiter tätig wurde. Sein Hauptbetätigungsfeld in der Studiengemeinschaft ist das Thema Embryologie. Im Februar 2006 wurde Ullrich zum neuen Vorsitzenden der Studiengemeinschaft Wort und Wissen gewählt.

## Privates
Henrik Ullrich ist verheiratet und hat zwei Kinder.

## Veröffentlichungen
Autor
- Was Stammbäume verschweigen: Wissenswertes über die Schöpfung. Concepcion Seidel, Hammerbrücke 1995, ISBN 3-9803330-3-5.
- Zur Geschichte der Entdeckung und Interpretation der sogenannten Kiemenbogen und Kiemenspalten in der menschlichen Embryonalentwicklung und ihre exemplarische Bedeutung für Grundsatzfragen der anatomisch-embryologischen Forschung des 19. Jahrhunderts. 1997 (Dissertation, TU Dresden, 1998).
- Mitarbeit: Reinhard Junker: Leben – woher? Das Spannungsfeld Schöpfung/Evolution leicht verständlich dargestellt. Christliche Verlagsgesellschaft, Dillenburg 2002, ISBN 3-89436-342-8.
- Mitarbeit: Reinhard Junker, Siegfried Scherer: Evolution: Ein kritisches Lehrbuch. 6., aktualisierte Auflage. Weyel, Gießen 2006, ISBN 3-921046-10-6.
- Fabians unerwartete Entdeckung: Wissenswertes über Brillen, Stammbäume und den Ursprung des Lebens. Christliche Verlagsgesellschaft, Dillenburg 2008, ISBN 978-3-89436-622-3.
- Mit Reinhard Junker: Darwins Rätsel: Schöpfung ohne Schöpfer? Hänssler, Holzgerlingen 2009, ISBN 978-3-7751-5072-9.

Herausgeber
- Mit Kopf und Herz: Bekenntnisse zum Gott der Bibel im Zeitalter der Wissenschaft. Hänssler, Holzgerlingen 2004, ISBN 3-7751-4234-7; 3. Auflage, überarbeitete und erweiterte Neuausgabe 2009, ISBN 978-3-7751-5138-2.
- Mit Reinhard Junker: Schöpfung und Wissenschaft: Die Studiengemeinschaft Wort und Wissen stellt sich vor. 5., komplett überarbeitete Neuausgabe. Hänssler, Holzgerlingen 2008, ISBN 978-3-7751-4966-2.